# Jacques Lévèque
Jacques Lévèque (né le 1er octobre 1917 à Paris et mort le 16 novembre 2013), est un athlète français spécialiste du 800 mètres.
En 1938, il est sacré champion de France du 800 m en 1 min 54 s 8. Sélectionné peu après pour les Championnats d'Europe de Paris, le Français décroche la médaille d'argent du 800 m derrière l'Allemand Rudolf Harbig. Il améliore à cette occasion son record personnel en 1 min 51 s 8. Aligné par ailleurs dans l'épreuve du relais 4 × 400 mètres, il termine au pied du podium.
Ses records personnels sont de 48 s 6 sur 400 m (1934) et 1 min 51 s 8 sur 800 m (1938).

## Palmarès
| Année | Compétition           | Lieu  | Place | Épreuve   |
| ----- | --------------------- | ----- | ----- | --------- |
| 1938  | Championnats d'Europe | Paris | 2e    | 800 m     |
| 1938  | Championnats d'Europe | Paris | 4e    | 4 × 400 m |

- Champion de France du 800 m en 1938.

## Notes et références

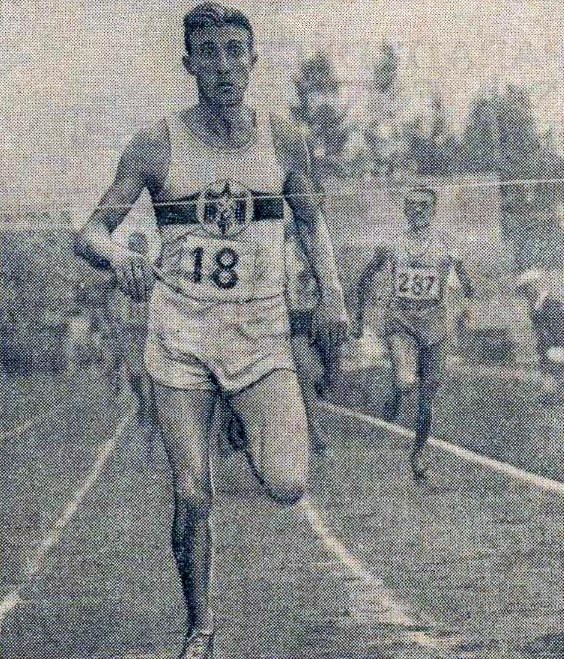
L'Allemand Rudolf Harbig vainqueur du 800 mètres devant le français Jacques Lévèque (à D.), aux championnats d'Europe de 1938 à Colombes.